# Fontana del Garraffello

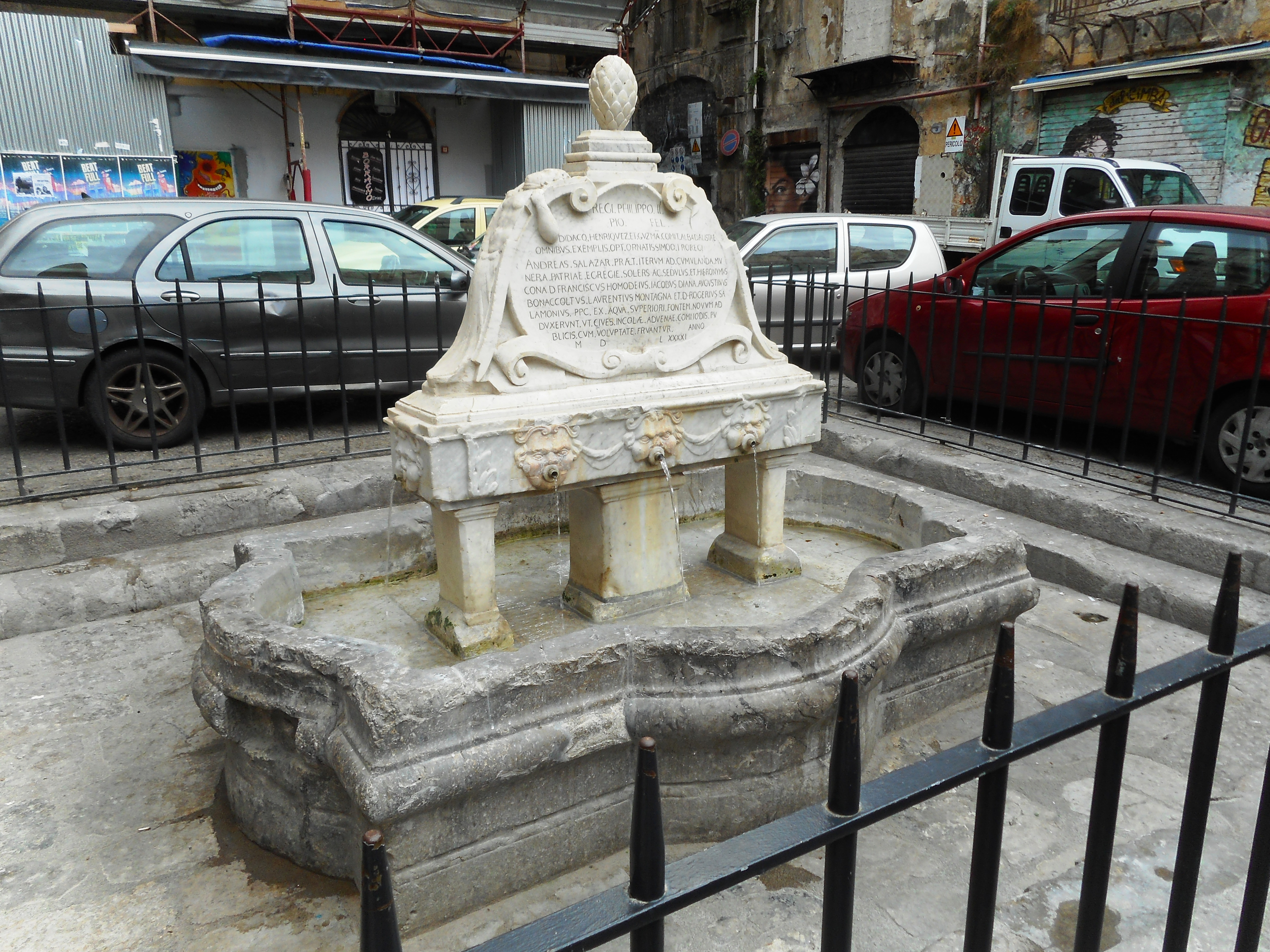
Fontana del Garraffello nel 2018

La fontana del Garraffello è una fontana del 1591. Si trova nell'omonima piazza all'interno del rione Vucciria nel mandamento Castello a Mare a Palermo.
Da non confondere con la fontana del Garraffo. Le due fontane hanno il nome derivato dall'arabo gharraf (abbondante d'acqua). 

## Storia
Venne posta in loco nel XVI secolo.
L'acqua che ne sgorgava è stata a lungo considerata capace di curare molti malanni e per questo motivo in epoca storica molte persone venivano dagli altri quartieri a rifornirsi della sua acqua.
Loggia:
- Loggia dei Genovesi.[2]
- Loggia dei Catalani.[2]

Si salvò dai bombardamenti sulla città della seconda guerra mondiale nonostante la zona circostante sia stata pesantemente rovinata.